# Atjaševo
Atjaševo (in russo Атяшево?; in lingua erza: Отяжвеле) è un insediamento di tipo urbano della Repubblica di Mordovia, Russia. È il centro amministrativo del distretto Atjaševskij. È situato 81 km a nord-est della capitale Saransk.